# Al Kaphrah
Al Kaphrah, El Kophrah o Al Kafzah son distintos nombres por los que es conocida la estrella Ji Ursae Majoris o Chi Ursae Majoris (χ UMa / 63 Ursae Majoris). Situada en la constelación de la Osa Mayor —en el pie delantero derecho de la osa—, tiene magnitud aparente +3,71 y se encuentra a 196 años luz del sistema solar.
Es Al Kaphrah una gigante naranja de tipo espectral K0.5IIIb con una temperatura superficial de 4415 K. Brilla con una luminosidad 172 veces mayor que la luminosidad solar y su radio, calculado a partir de la medida de su diámetro angular mediante interferometría, es 22,2 veces más grande que el del Sol.
Como tantas otras gigantes, es una estrella de lenta rotación, girando a una velocidad de 1,15 km/s. Esta cifra debe ser considerada como un límite inferior —el valor real depende de la inclinación de su eje de rotación, que no se conoce—, implicando un período de rotación de casi 1000 días.
La masa de Al Kaphrah es el doble de la masa solar y, con una edad de al menos 1000 millones de años, comenzó su andadura en la secuencia principal como una estrella caliente de tipo B.
No se sabe con certeza el punto exacto en el que se encuentra a lo largo de su evolución; sin embargo, a diferencia de la mayor parte de las gigantes de tipo K —como Dubhe (α Ursae Majoris), también en la Osa Mayor—, no es una estrella que fusione helio en su interior.
Su baja metalicidad —tiene una abundancia relativa de hierro equivalente al 37% del valor solar— así como su alta velocidad relativa respecto al Sol —44 km/s, unas tres veces superior al valor normal—, sugieren que es una visitante de otra región de la Vía Láctea.